# Szamosbecs
Szamosbecs is een plaats (község) en gemeente in het Hongaarse comitaat Szabolcs-Szatmár-Bereg. Szamosbecs telt 389 inwoners (2001).